# Stanislas de Guaita
Stanislas de Guaita (ur. 6 kwietnia 1861 w Château d'Alteville k. Tarquimpola, zm. 19 grudnia 1897 tamże) – francuski poeta i pisarz mieszkający w Paryżu, pasjonat ezoteryki i mistycyzmu europejskiego, aktywny członek Towarzystwa Różokrzyżowców. Wraz z Joséphinem Péladanem był założycielem L'Ordre Kabbalistique de la Rose-Croix. Za swojego życia był uważany za autorytet w kwestiach ezoteryki, magii i okultyzmu, był postacią wielce popularną.

## Życiorys
Stanislas de Guaita pochodził ze szlacheckiej rodziny włoskiej, która osiedliła się we Francji. Urodził się 6 kwietnia 1861 na zamku Alteville. Uczył się w Liceo de Nancy. Początkowo interesował się naukami ścisłymi, zwłaszcza chemią, ale później zaczął się skłaniać ku sztuce. Zajął się metafizyką i studiował Kabałę. Zmarł przedwcześnie, wyniszczony substancjami narkotycznymi, w wieku 37 lat. Istnieją głosy mówiące o przedawkowaniu przez poetę narkotyków, członkowie rodziny zmarłego jednak temu zaprzeczają.

## Twórczość
Stanislas de Guaita wydał zbiory poezji:
- Les Oiseaux de passage (1881)
- La Muse noire (1883)[1]
- Rosa mystica (1885)[1]